# アルフレッド・ヤーロウ
サー・アルフレッド・フェルナンデス・ヤーロウ (1842年1月13日 - 1932年1月24日)は19世紀末から20世紀初頭においてイギリスが造船王国たる地位を築くのに大きく貢献した造船所の一つ、ヤーロウ・シップビルダーズの創業者である。また、第二次世界大戦まで広く船舶の動力源として使われたボイラーの一つであるヤーロウ式ボイラーを開発した。 

## 出自
アルフレッドは、エステル (リンド) とエドガー・ウィリアム・ヤーロウの息子としてイーストロンドンに生まれた。母はスペイン系セファルディム、父はイギリスのキリスト教徒であった。ヤーロウはキリスト教徒として育てられ、ユニバーシティ・カレッジ・スクールで教育を受けた。 

## 造船
ステップニーで見習工として働いた後、1865年にアイル・オブ・ドッグスのポプラ地区フォリー・ウォールに蒸気船を建造するヤーロウ・アンド・ハドレー造船所を開業した。ヤーロウが建造した船尾外輪船は、河川を航行するのに適した浅喫水の設計で、1884年のナイル遠征でも使用された。 
アルフレッドは1870年代初頭から軍艦の建造に乗り出し、アルゼンチン海軍や大日本帝国海軍の水雷艇を建造した。その後、1892年にはイギリス海軍初の駆逐艦であるハヴォック級駆逐艦 (ハヴォックおよびホーネット) を建造し、ジョン・アーバスノット・フィッシャー提督と堅い友誼を結んでイギリス海軍艦艇の建造を担う主要造船所の一つとなった。 
この間、1875年に創業以来のハドレーとのパートナーシップを解消して社名をヤーロウ・アンド・カンパニーと改め、1898年頃には造船所をフォリー・ウォールからロンドン・ヤードに移転した。しかしこれはごく短期間に留まり、1908年にはスコットランド西海岸にあるクライド川岸のスコッツタウンに移転してロンドンの造船所は閉鎖された。カナダのエスキマルトにも1913年に用地を購入してヤーロウズ・リミテッドという子会社を設立したが、エスキマルトの造船所は第二次世界大戦後にバラード・ドライドックに売却された。 
アルフレッドの卓越した造船工学技術と創意工夫は、船舶を従来よりも高速で航行させるための数々の発明を生み出し、その功績から1912年に王立燃料委員会の委員に任命されている。彼が亡くなってからはるか後に至るまで、ヤーロウ・シップビルダーズは小型高速船の建造において世界中の海軍から一目を置かれる存在であり続けた。 

## 私生活

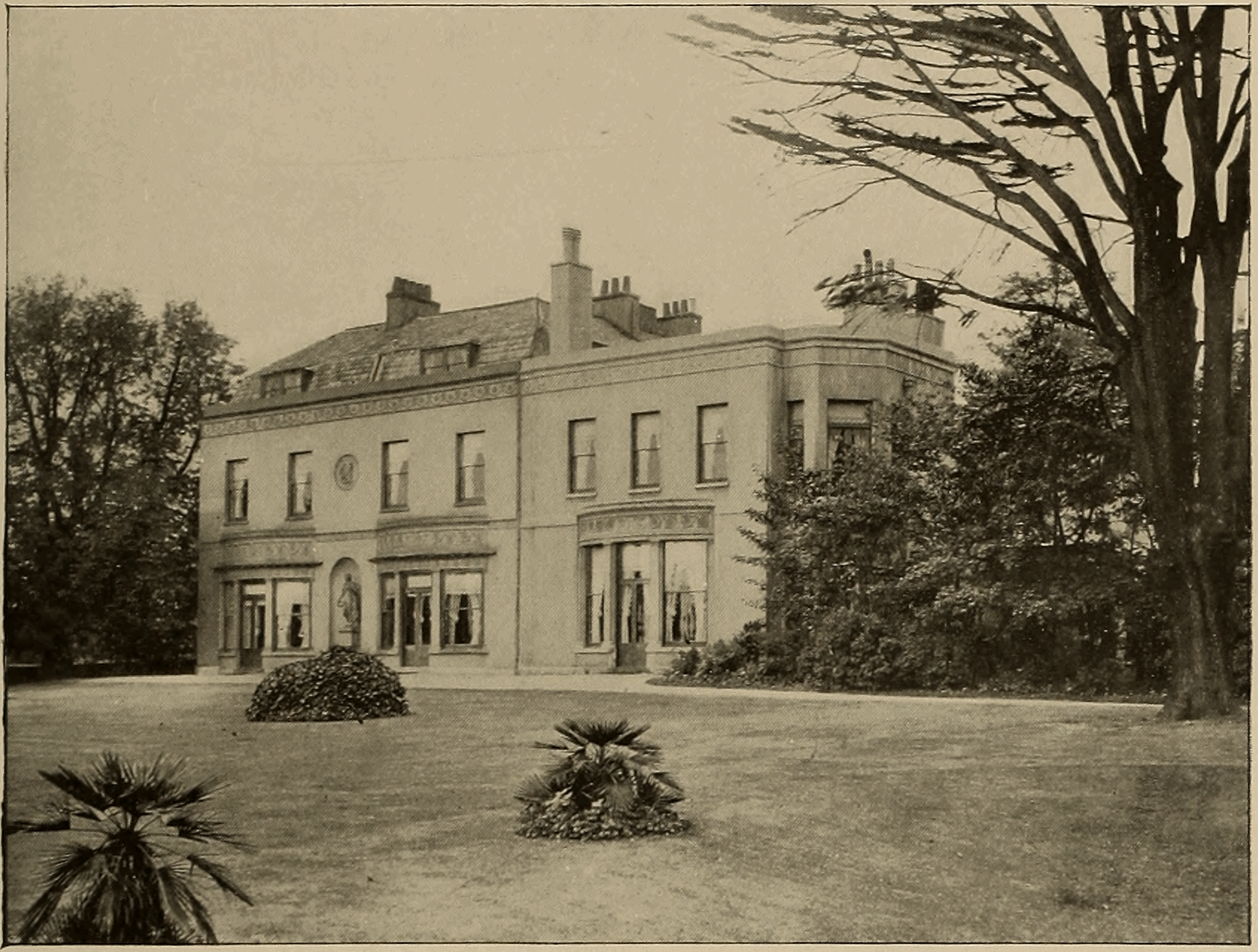
ウッドランズ・ハウスの写真。1897年11月版のカシエ誌に、アルフレッド・ヤーロウに関する記事の一部として掲載されたもの。

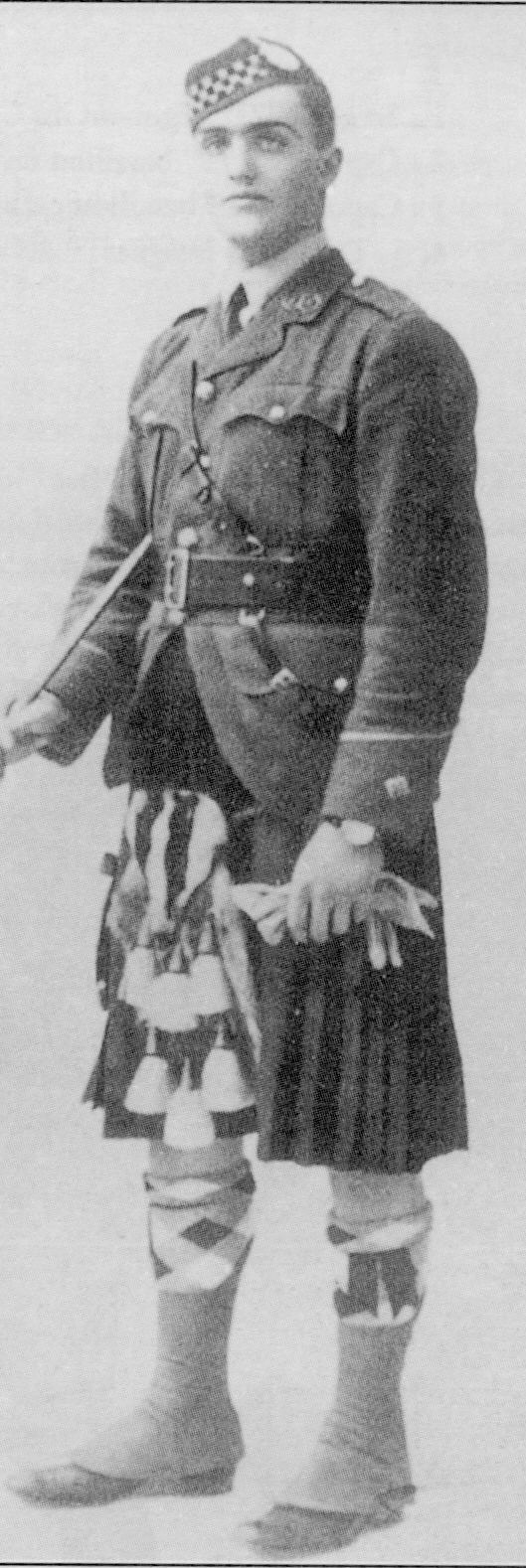
アルフレッドの息子、エリック。従軍中にわずか20歳で戦死した。

ロンドンのグリニッジに何年か住んでおり、1896年からの数年間はウェストコムパークのミケーネロードにあるウッドランズ・ハウスに居を構えていた。1899年に、アルフレッドはグリニッジの近くに住んでいた若き技術者アレクサンダー・ダッカムに潤滑油を専門にしてはどうかと勧めたが、これが第一次世界大戦から第二次世界大戦にかけて潤滑油の一大メーカとなったダッカムズの設立のきっかけとなった。 
1916年に準男爵に叙されたが、その晩年は広く慈善活動を行い、多額の寄付を行った。彼の寄付で作られたものには、以下のものがある。 
- 子供向け回復期療養施設 (アイル・オブ・ドッグス)
- 兵士の未亡人のための住宅 (ハムステッド・ガーデン・サバーブにあるバーネット・ホームステッド)[10]
- ロイヤル・マーチャント・ネイビー・カレッジ (バークシャー)
- 子供のための家と病院 (ケント州ブロードステアーズ)
- ユニヴァーシティ・カレッジ・ロンドンの奨学金
- アウンドル・スクールの画廊 (ノーサンプトンシャー)
- ホワイトチャペル地区にあるロイヤル・ロンドン・ホスピタルでの医学研究基金

この他、イギリス土木学会にも遺贈を行った。 
最初の妻ミニー・フローレンス・フランクリンはセオドシアとフランク・フランクリンの娘で、フランクはドイツからのユダヤ人移民であった。アルフレッドの娘ミニー・エセル・ヤーロウは大英帝国勲章オフィサー (OBE) に叙されている。彼女は1900年12月18日に初代ペンのドーソン男爵および初代ペンのドーソン子爵バートランド・エドワード・ドーソンと結婚したが、俳優ダミアン・ルイスは彼らの曾孫に当たる。 
息子ハロルド (1884年–1962年) はアルフレッドの死後に跡を継いでヤーロウ・アンド・カンパニーを率いた。次男のエリック・フェルナンデスはアーガイル・アンド・サザーランド高地連隊に入隊して第一次世界大戦に出征していたが、1915年5月8日に20歳の若さで戦死している。アルフレッドは1918年にエリックの記憶のためにアウンドル・スクールに画廊を寄贈している。息子ノーマン・アルフレッド (1891年7月10日-1956年7月10日) はカナダのブリティッシュコロンビア州ビクトリアに設立された子会社のヤーロウズ・リミテッドの経営を任された。 
アルフレッドには、この他にもフローレンスとイヴリンという2人の娘がいた。 